# هوفبیبر
هوفبیبر (به آلمانی: Hofbieber) یک شهر در آلمان است که در فولدا واقع شده‌است. هوفبیبر  ۶٬۴۰۵ نفر جمعیت دارد.